# Province de Hà Tây
 (décembre 2024).
Si vous disposez d'ouvrages ou d'articles de référence ou si vous connaissez des sites web de qualité traitant du thème abordé ici, merci de compléter l'article en donnant les références utiles à sa vérifiabilité et en les liant à la section « Notes et références ».
Hà Tây (chinois : 河西省) est une ancienne province du nord du Vietnam dont le chef-lieu était Ha Dong. Sontay était la ville secondaire.
Le 1er août 2008, elle a été intégrée à Hanoï.

## Histoire
Dès les temps anciens, la zone correspondant à la région de Hà Tây ("le ouest de la rivière") était autrefois le centre culturel de tout le Nord du Viêt-Nam, également connu sous le nom d'empire Annam. Même dans les années 1960, avant l’apparition du nom Hà Tây, des chercheurs ont proposé le terme «région culturelle occidentale» (vùng văn-hóa xứ Đoài).
Sur le plan administratif, la province de Hà Tây faisait autrefois partie du régions de Sơn Nam Thượng et Sơn Nam Hạ, puis de la province de Hà Sơn Bình. Au début de l'Indochine française, un certain nombre de communes du sud de cette zone ont fusionné avec plusieurs communes du nord de la province de Nam Định pour devenir la province de Hà Nam.
La zone principale de Haz est constituée de la fusion des deux provinces Sơn Tây et Hà Đông (ou province de Cầu Đơ).
Pendant la guerre du Vietnam, le gouvernement du Nord avait l'intention de déplacer la capitale vers la commune de Xuân Mai, où se trouve aujourd'hui la bourg de Xuân Mai. Cependant, pour une raison quelconque, ce plan n’a pas été appliqué.
Actuellement, l'ancien quartier de Hà Tây appartient au centre de la Région de la capitale Hanoï, où les principales agences gouvernementales s'installent progressivement.

## Culture
Avant le XXIe siècle, la province de Hà Tây était souvent appelée familièrement «la porte de la capitale» (cửa-ngõ thủ-đô) ou «fille de Suối-Hai et fils de Cầu-Giẽ» (cô-gái Suối-Hai, chàng-trai Cầu-Giẽ).
Dans la dernière étape de l'histoire administrative, parce que le territoire de cette province s'étendait du carrefour Bạch-Hạc jusqu'à la célèbre route nationale Pháp Vân–Cầu Giẽ, on lui a également donné le surnom de «bande de soie» (giải lụa) ou «patrie de la soie» (quê lụa). Une autre raison est que la soie est un produit traditionnel de cette région.
La petite zone autour de l'ancienne citadelle de Sontay et une partie de la province méridionale de Vĩnh Phúc comptent de nombreuses clans installées depuis plusieurs centaines d'années et qui ont des traditions d'examens, de mandarins et même de style aristocratique. Même, selon certaines généalogies et légendes, le clan Kim de Sontay (≈ 67 000 personnes) serait issue d'un certain prince qui s'est enfui de Joseon. La personne la plus célèbre d'entre eux est Kim Ngọc (ou Kim Văn Nguộc), feu secrétaire du Comité provincial du Parti de Vĩnh Phúc.
La suppression du nom et des limites de la province de Hà Tây pour la fusionner avec la ville de Hanoï en 2008 a attiré une grande attention de tous les horizons au Viêt-Nam. Au départ, les débats portaient principalement sur la problème de la préservation de l’espace culturel. Ensuite, les débats apaisés sur les réseaux sociaux se sont transformés en une guerre des mots extrêmement féroce. Même pendant très longtemps, l’opinion publique vietnamienne appelait en plaisantant Hà Nội H¹, Hà Tây H² et Hòa Bình ou Hà Nam H³. Même si ce nom n’implique pas de discrimination, il fait une douce satire de l’urbanisation précipitée prônée par le gouvernement.
Le passé complexe a laissé à cette terre un grand héritage tant en qualité qu’en quantité. Tout au long de l’histoire en général, Hà Tây a fourni un grand nombre d’intellectuels, d’auteurs, d’artistes et de politiciens pour la croissance de la culture vietnamienne.

### Bibliographiques
- J. Rouan, Hà-đông tỉnh địa-dư chí (Géographie de la province de Hà-đông), Imprimerie du Trung-Bắc Tân-Văn, Hà Nội, 1925. (fr) (vi)
- Phạm-xuân-Độ, Sơn-tây tỉnh địa chí (Géographie de la province de Sơn-tây), Nhà xuất-bản Hà-Nội, Hà Nội, 1941. (fr) (vi)